# Gephyromantis thelenae
Espèce
Synonymes
- Mantidactylus thelenae Glaw & Vences, 1994

Statut de conservation UICN

 EN B1ab(iii) : En danger
Gephyromantis thelenae est une espèce d'amphibiens de la famille des Mantellidae.

## Répartition et habitat
Cette espèce est endémique de Madagascar. Elle se rencontre aux environs de 900 m d'altitude dans le parc national d'Andasibe-Mantadia,. Elle vit dans la forêt tropicale humide et dans les plantations d'eucalyptus près de la forêt.

## Description
Les 4 spécimens mâles adultes observés lors de la description originale mesurent entre 20,5 mm et 23 mm de longueur standard.
Cette espèce est sympatrique avec Gephyromantis eiselti, elle s'en distingue par son chant.

## Étymologie
Cette espèce est nommée en l'honneur de Martína Thelen.

## Publication originale
- Glaw & Vences, 1994 : A Fieldguide to the Amphibians and Reptiles of Madagascar - Including Mammals and Freshwater Fish. ed. 2, p. 1-331  (ISBN 3-929449-01-3)